# Diecezja Allentown
Diecezja Allentown (ang. Diocese of Allentown, łac. Dioecesis Alanpolitana) – diecezja Kościoła rzymskokatolickiego w Stanach Zjednoczonych, w metropolii Filadelfii. Powstała 28 stycznia 1961 w wyniku wyłączenia części terytorium z archidiecezji Filadelfii. Obejmuje pięć hrabstw we wschodniej części stanu Pensylwania. 

## Główne świątynie
- Katedra: Katedra św. Katarzyny ze Sieny w Allentown

Ponadto na terenie diecezji znajduje się narodowe sanktuarium Matki Bożej z Guadalupe (Allentown).

## Biskupi diecezjalni
- 1961-1983: Joseph Mark McShea
- 1983-1997: Thomas Jerome Welsh
- 1997-2009: Edward Peter Cullen
- 2009-2016: John Barres
- od 2017: Alfred Schlert